# ArbeitnehmerInnenschutzgesetz
Das österreichische Bundesgesetz über Sicherheit und Gesundheitsschutz bei der Arbeit (ArbeitnehmerInnenschutzgesetz – ASchG) – kurz ArbeitnehmerInnenschutzgesetz (ASchG) – BGBl. Nr. 450/1994 ist die wichtigste grundlegende Rechtsvorschrift für den „technischen und hygienischen Arbeitnehmerschutz“ in Österreich. Es trat mit 1. Jänner 1995 in Kraft.

## Hintergrund
Die Ratifizierung des EWR-Vertrages (wirksam ab 1. Jänner 1994) und der (spätere) Beitritt Österreichs zur Europäischen Union erforderten eine Angleichung der österreichischen Arbeitnehmerschutzvorschriften an das EU-Recht. Das ASchG, das Nachfolgegesetz zum Arbeitnehmerschutzgesetz (BGBl. Nr. 234/1972, in der zuletzt geltenden Fassung) ist die Umsetzung insbesondere der EG-Rahmenrichtlinie 89/391/EWG in das österreichische Recht.

## Geltungsbereich
Das ASchG gilt für die Beschäftigung von Arbeitnehmern. Hierbei ist zu beachten, dass laut ASchG § 2. (1) Arbeitnehmer im Sinne dieses Bundesgesetzes alle Personen sind, die im Rahmen eines Beschäftigungs- oder Ausbildungsverhältnisses tätig sind. Wichtig hier- „Er umfasst auch Personen, die im Rahmen eines nicht als Arbeitsverhältnis anzusehenden Ausbildungsverhältnisses beschäftigt werden, zB Volontäre. Auf das Vorliegen eines gültigen Arbeitsvertrages kommt es nicht an.“
Nicht anzuwenden ist das ASchG für Arbeitnehmer des Bundes in Dienststellen, für die das Bundes-Bedienstetenschutzgesetz (BGBl. I Nr. 70/1999 in der geltenden Fassung) gilt, für Arbeitnehmer in land- und forstwirtschaftlichen Betrieben im Sinne des Landarbeitsgesetzes 1984 (BGBl. Nr. 287/1984 in der geltenden Fassung), für Hausgehilfen und Hausangestellte in privaten Haushalten sowie für Heimarbeiter.

## Aufbau des ASchG
Das ASchG besteht aus 10 Abschnitten:
- Allgemeine Bestimmungen (1. Abschnitt)
- Arbeitsstätten und Baustellen (2. Abschnitt)
- Arbeitsmittel (3. Abschnitt)
- Arbeitsstoffe (4. Abschnitt)
- Gesundheitsüberwachung (5. Abschnitt)
- Arbeitsvorgänge und Arbeitsplätze (6. Abschnitt)
- Präventivdienste (7. Abschnitt)
- Behörden und Verfahren (8. Abschnitt)
- Übergangsrecht und Aufhebung von Rechtsvorschriften (9. Abschnitt)
- Schlussbestimmungen (10. Abschnitt)

Das ASchG umfasst 132 Paragraphen.

## Besonderheit
Das ASchG regelt die grundlegenden Anforderungen, welche durch eine Vielzahl an Verordnungen konkretisiert werden. Beispiele sind die aufgrund §§ 3 Abs. 7 und 20 Abs. 2 ASchG erlassene Kennzeichnungsverordnung (KennV) des Bundesministeriums für Arbeit, Gesundheit und Soziales oder die Arbeitsstättenverordnung (AStV).
Um eine Kontinuität der Schutzbestimmungen am Arbeitsplatz zu gewährleisten, ordnet(e) das Übergangsrecht im ASchG die Weitergeltung zahlreicher älterer Vorschriften an. Mit dem Inkrafttreten von Verordnungen auf Grund des ASchG haben sich die Übergangsbestimmungen beträchtlich reduziert.

## Weitere Schutzbestimmungen
Neben dem ArbeitnehmerInnenschutzgesetz sind vor allem des Mutterschutzgesetz (MSchG) und das Kinder- und Jugendlichen-Beschäftigungsgesetz 1987 (KJBG) als weitere österreichische Gesetze am Gebiet des ArbeitnehmerInnenschutzes zu nennen.